# 黄金矿工
《黄金矿工》是由Game Rival发行的第三人称射击游戏，2003年发行于Microsoft Windows平台。游戏亦有Adobe Flash版并于中国大陆流行。在该游戏里，玩家操縱擺動的钩子瞄准黄金、钻石等并将其抓起，以获得一定的金额，达到其要求后可进入下一关。各关之间可使用其金额购买道具。